# OK Spartak Subotica
OK Spartak je odbojkaški klub iz Subotice. Utemeljen je 1945. godine. Trenutno se natječe u Prvoj ligi Srbije, što je drugi stupanj odbojkaških natjecanja u Srbiji. Iz prvog je razred ispao u sezoni 2008./09. U sezoni 2010./11. je bio u doigravanju za ulazak u najviši razred, Superligu. Izgubio je od beogradskog Železničara. Domaća dvorana je Hala sportova u Subotici. Boje kluba su plava i bijela.
Spartak je bio najuspješniji polovinom 1970-ih. Za predsjednikovanja Josipa Markovića Spartak je bio prvak Jugoslavije 1975. godine, a sljedeće sezone 1975./76. Kupu europskih prvaka bili su treći. Tih je sezona Spartak dao reprezentativce, među njima Akoša Budinčevića.